# Carbochironomus improvisus
Carbochironomus improvisus är en tvåvingeart som beskrevs av Reiss och Carl Ludwig Kirschbaum 1990. Carbochironomus improvisus ingår i släktet Carbochironomus och familjen fjädermyggor. Inga underarter finns listade i Catalogue of Life.